# Список суверенов Ватикана

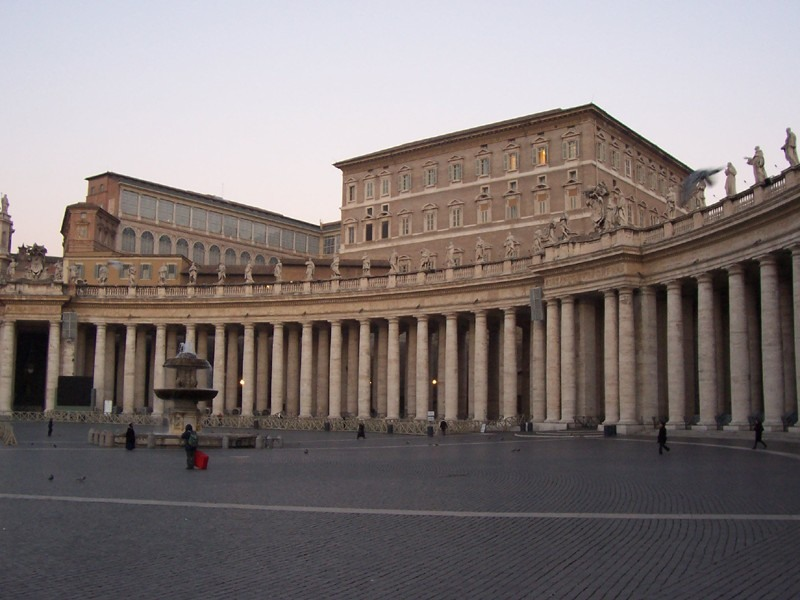
Апостольский дворец — резиденция папы римского

Список суверенов Ватикана включает лиц, являвшихся таковыми в Ватикане с момента появления в 1929 году титула суверена Государства-города Ватикан (итал. Sovrano dello Stato della Città del Vaticano), а также лиц, ограниченно исполнявших папские обязанности в составе Священной Коллегии кардиналов, временно замещавшей папу римского в период Sede Vacante (с итал. — «при вакантном престоле»).
Папа римский (верховный понтифик), ex officio являющийся сувереном Ватикана, избирается пожизненно на собрании кардиналов (конклаве) тайным голосованием после смерти или отречения его предшественника. Кардиналы собираются не ранее 15-го и не позднее 20-го дня после смерти папы. Голосования проходят 4 раза в день в Сикстинской капелле. После голосований подданные бюллетени сжигаются с добавлением особых материалов, в результате чего из трубы над капеллой идёт дым белого цвета. Белый дым и звон колоков Собора Святого Петра возвещают об избрании нового папы, имя которого объявляется на площади Святого Петра. Для избрания необходимо набрать две трети голосов. Если же в течение 12 дней никто не получил необходимого числа голосов, новый папа избирается простым большинством. В период, начавшийся после смерти или отречения папы и закончившийся избранием нового (Sede Vacante), верховного понтифика замещает Священная Коллегия кардиналов во главе с деканом.
Использованная в первом столбце таблицы нумерация является условной. В столбце «Конклав» отражены состоявшиеся выборные процедуры, а также указание на утверждение избрания декана Священной Коллегии кардиналов.

## Список
|        | Портрет        | Имя (годы жизни) | Правление        | Правление        | Конклав        | Пр.           |
| Начало | Портрет        | Имя (годы жизни) | Окончание        |                  | Конклав        | Пр.           |
| ------ | -------------- | --- | ---------------- | ---------------- | -------------- | ------------- |
| 1      |                | Пий XI (1857—1939) итал. Pio XI лат. Pius XI урожд. Аброджио Дамиано Акилле Ратти итал. Ambrogio Damiano Achille Ratti                                        | 7 июня 1929      | 10 февраля 1939  | 1922           | [ 2 ] [ 3 ]   |
| и. о.  |                | Дженнаро Гранито Пиньятелли ди Бельмонте (1851—1948) итал. Gennaro Granito Pignatelli di Belmonte                                                             | 10 февраля 1939  | 2 марта 1939     | [ комм. 3 ]    | [ 4 ]         |
| 2      |                | Пий XII (1876—1958) итал. Pio XII лат. Pius XII урожд. Эудженио Мария Джузеппе Джованни Пачелли итал. Eugenio Maria Giuseppe Giovanni Pacelli                 | 2 марта 1939     | 9 октября 1958   | 1939           | [ 5 ] [ 6 ]   |
| и. о.  |                | Эжен-Габриэль-Жерве-Лоран Тиссеран (1884—1972) фр. Eugène-Gabriel-Gervais-Laurent Tisserant                                                                   | 9 октября 1958   | 28 октября 1958  | [ комм. 4 ]    | [ 7 ]         |
| 3      |                | Иоанн XXIII (1881—1963) итал. Giovanni XXIII лат. Ioannes XXIII урожд. Анжело Джузеппе Ронкалли итал. Angelo Giuseppe Roncalli                                | 28 октября 1958  | 3 июня 1963      | 1958           | [ 8 ] [ 9 ]   |
| и. о.  |                | Эжен-Габриэль-Жерве-Лоран Тиссеран (1884—1972) фр. Eugène-Gabriel-Gervais-Laurent Tisserant                                                                   | 3 июня 1963      | 21 июня 1963     | [ комм. 4 ]    | [ 7 ]         |
| 4      |                | Павел VI (1897—1978) итал. Paolo VI лат. Paulus VI урожд. Джованни Баттиста Энрико Антонио Мария Монтини итал. Giovanni Battista Enrico Antonio Maria Montini | 21 июня 1963     | 6 августа 1978   | 1963           | [ 10 ] [ 11 ] |
| и. о.  |                | Карло Конфалоньери (1893—1986) итал. Carlo Confalonieri | 6 августа 1978   | 26 августа 1978  | [ комм. 5 ]    | [ 12 ]        |
| 5      |                | Иоанн Павел I (1912—1978) итал. Giovanni Paolo I лат. Ioannes Paulus I урожд. Альбино Лучани итал. Albino Luciani                                             | 26 августа 1978  | 28 сентября 1978 | 1978 (август)  | [ 13 ] [ 14 ] |
| и. о.  |                | Карло Конфалоньери (1893—1986) итал. Carlo Confalonieri | 28 сентября 1978 | 16 октября 1978  | [ комм. 5 ]    | [ 12 ]        |
| 6      |                | Иоанн Павел II (1920—2005) итал. Giovanni Paolo II лат. Ioannes Paulus II урожд. Кароль Юзеф Войтыла пол. Karol Józef Wojtyła                                 | 16 октября 1978  | 2 апреля 2005    | 1978 (октябрь) | [ 15 ] [ 16 ] |
| и. о.  |                | Бенедикт XVI (1927—2022) итал. Benedetto XVI лат. Benedictus XVI урожд. Йозеф Алоис Ратцингер нем. Joseph Alois Ratzinger                                     | 2 апреля 2005    | 19 апреля 2005   | [ комм. 6 ]    | [ 17 ] [ 18 ] |
| 7      | 19 апреля 2005 | Бенедикт XVI (1927—2022) итал. Benedetto XVI лат. Benedictus XVI урожд. Йозеф Алоис Ратцингер нем. Joseph Alois Ratzinger                                     | 28 февраля 2013  | 2005             |                | [ 17 ] [ 18 ] |
| и. о.  |                | Анджело ди Джованни Содано (1927—2022) итал. Angelo di Giovanni Sodano                                                                                        | 28 февраля 2013  | 13 марта 2013    | [ комм. 7 ]    | [ 19 ]        |
| 8      |                | Франциск (1936—2025) итал. Francesco лат. Franciscus урожд. Хорхе Марио Бергольо Сивори исп. Jorge Mario Bergoglio Sívori                                     | 13 марта 2013    | 21 апреля 2025   | 2013           | [ 20 ] [ 21 ] |
| и. о.  |                | Джованни Баттиста Ре (1934—) итал. Giovanni Battista Re | 21 апреля 2025   | 8 мая 2025       | [ комм. 8 ]    | [ 22 ]        |
| 9      |                | Лев XIV (1955—) итал. Leone XIV лат. Leo XIV урожд. Роберт Фрэнсис Превост англ. Robert Francis Prevost                                                       | 8 мая 2025       | царствующий      | 2025           | [ 23 ]        |